# François Mazet
François Mazet, francoski dirkač Formule 1, *24. februar 1943, Pariz, Francija.
François Migault je upokojeni francoski dirkač Formule 1. V sezoni 1969 je osvojil prvenstvo Francoske Formule 3. V svoji karieri Formule 1 je nastopil le na domači dirki za Veliko nagrado Francije v sezoni 1971, kjer je z dirkalnikom March 701 privatnega moštva zasedel trinajsto mesto z več kot petimi krogi zaostanka za zmagovalcem.

## Popolni rezultati Formule 1
(legenda) (odebeljene dirke pomenijo najboljši štartni položaj, poševne pa najhitrejši krog, †-uvrščen kljub odstopu)
| Leto | Moštvo                 | Šasija    | Motor       | 1   | 2   | 3   | 4   | 5      | 6  | 7   | 8   | 9   | 10  | 11  | Prv | Toč |
| ---- | ---------------------- | --------- | ----------- | --- | --- | --- | --- | ------ | -- | --- | --- | --- | --- | --- | --- | --- |
| 1971 | Jo Siffert Automobiles | March 701 | Cosworth V8 | JAR | ŠPA | MON | NIZ | FRA 13 | VB | NEM | AVT | ITA | KAN | ZDA | -   | 0   |